# Едуардо Перейра
Едуардо Перейра Мартінес (ісп. Eduardo Pereira Martínez, нар. 21 березня 1954, Монтевідео) — уругвайський футболіст, що грав на позиції воротаря.
Виступав, зокрема, за «Пеньяроль» та «Індепендьєнте», а також національну збірну Уругваю. У складі збірної — володар Кубка Америки.

## Клубна кар'єра
Вихованець клубу «Насьйональ», де був третім воротарем після Ектора Сантоса та Манга Аїлтона, тому на дорослому рівні так і не дебютував і 1974 року перейшов до «Пеньяроля», де провів один сезон.
Згодом з 1974 по 1977 рік грав у складі парагвайського «Гуарані» (Асунсьйон), після чого перебрався до Іспанії, підписавши угоду з вищоліговою «Саламанкою». Але уругвайському воротареві дебютувати у головній іспанській лізі так і не вдалося і надалі Іспанії він захищав ворота команд Сегунди: «Хімнастік» (Таррагона) та «Сабадель».
У 1984 році Перейра повернувся на батьківщину, ставши футболістом клубу «Монтевідео Вондерерс», а наступного року повернувся у «Пеньяроль». З цією командою він двічі виборював титул чемпіона Уругваю, а у жовтні 1987 року Перейра захищав ворота у всіх трьох матчах фіналу Кубка Лібертадорес проти колумбійської «Америки» (Калі), допомігши команді виграти звання найсильнішої команди континенту. Він також зіграв у матчі Міжконтинентального кубка 1987 року проти португальського «Порту», але тут його команда програла 1:2 і не здобула трофей.
Своєю грою за останню команду привернув увагу представників тренерського штабу аргентинського клубу «Індепендьєнте» (Авельянеда), до складу якого приєднався 1988 року. Відіграв за команду з Авельянеди наступні три сезони своєї ігрової кар'єри і став чемпіоном Аргентини 1988/89.
Надалі Перейра повернувся на батьківщину і протягом 1991—1992 років захищав кольори клубу «Сентраль Еспаньйол», а завершив ігрову кар'єру у команді «Ліверпуль» (Монтевідео), за яку виступав протягом 1993 року.

## Виступи за збірну
23 червня 1987 року дебютував в офіційних іграх у складі національної збірної Уругваю в товариському матчі проти Болівії в Монтевідео, а вже наступного місяця був включений до заявки збірної на розіграш Кубка Америки 1987 року в Аргентині. На турнірі він захищав ворота команди у півфіналі з Аргентиною та у фіналі з Чилі (Уругвай як чинний чемпіон стартував з півфіналу), відстоявши обидві гри на нуль і здобувши того року титул континентального чемпіона.
Згодом у складі збірної був учасником чемпіонату світу 1990 року в Італії, де був дублером Фернандо Альвеса і на полі не з'явився.
В результаті свій останній матч за збірну Перейра провів ще до старту «мундіалю», 22 травня 1990 року в Лондоні проти Англії (2:1). Загалом протягом кар'єри в національній команді, яка тривала 4 роки, провів у її формі 10 матчів, пропустивши 7 голів.

## Титули і досягнення
- Чемпіон Уругваю (2):

«Пеньяроль»: 1985, 1986
- Чемпіон Аргентини (1):

«Індепендьєнте»: 1988/89
- Володар Кубка Лібертадорес (1):

«Пеньяроль»: 1987
- Володар Кубка Америки (1):

Уругвай: 1987